# Liste der Kulturdenkmale in Berlin-Charlottenburg-Nord

Lage von Charlottenburg-Nord in Berlin

In der Liste der Kulturdenkmale von Charlottenburg-Nord sind die Kulturdenkmale des Berliner Ortsteils Charlottenburg-Nord im Bezirk Charlottenburg-Wilmersdorf aufgeführt.

## Denkmalbereiche (Ensembles)
| Nr.      | Lage                                        | Offizielle Bezeichnung                                                             | Beschreibung | Bild                                |
| -------- | ------------------------------------------- | ---------------------------------------------------------------------------------- | --- | ----------------------------------- |
| 09020771 | Max-Dohrn-Straße 8/10 Tegeler Weg 33 (Lage) | Fabrikgelände Schering AG Baudenkmale siehe: Max-Dohrn-Straße 8, 10 Tegeler Weg 33 | Weiterer Bestandteil des Ensembles:                                                                             | Weiterer Bestandteil des Ensembles: |
| 09020771 | Max-Dohrn-Straße 8/10 Tegeler Weg 33 (Lage) | Fabrikgelände Schering AG Baudenkmale siehe: Max-Dohrn-Straße 8, 10 Tegeler Weg 33 | 09020773 – Max-Dohrn-Straße 10. Verwaltungsgebäude, später Krankenhaus Jungfernheide, 1939 von Mebes & Emmerich |                                     |

## Denkmalbereiche (Gesamtanlagen)
| Nr.      | Lage | Offizielle Bezeichnung                                                                                    | Beschreibung | Bild                                           |
| -------- | --- | --- | --- | ---------------------------------------------- |
| 09040486 | Friedrich-Olbricht-Damm 8/36 Saatwinkler Damm 1 Hüttigpfad (Lage) | Strafgefängnis Plötzensee (ehem.) & Jugendstrafanstalt & Ehem. Strafgefängnis Plötzensee mit Gedenkstätte | Portal der Gedenkstätte Plötzensee, 1951–1952 von Bruno Grimmek                                                                |                                                |
| 09040486 | Friedrich-Olbricht-Damm 8/36 Saatwinkler Damm 1 Hüttigpfad (Lage) | Strafgefängnis Plötzensee (ehem.) & Jugendstrafanstalt & Ehem. Strafgefängnis Plötzensee mit Gedenkstätte | Gedenkmauer |                                                |
| 09040486 | Friedrich-Olbricht-Damm 8/36 Saatwinkler Damm 1 Hüttigpfad (Lage) | Strafgefängnis Plötzensee (ehem.) & Jugendstrafanstalt & Ehem. Strafgefängnis Plötzensee mit Gedenkstätte | Hinrichtungsschuppen |                                                |
| 09040486 | Friedrich-Olbricht-Damm 8/36 Saatwinkler Damm 1 Hüttigpfad (Lage) | Strafgefängnis Plötzensee (ehem.) & Jugendstrafanstalt & Ehem. Strafgefängnis Plötzensee mit Gedenkstätte | 7 Beamtenwohnhäuser mit Nebengebäuden, 1868–1872 von Hesse, Heinrich Herrmann und Paul Spieker                                 |                                                |
| 09040486 | Friedrich-Olbricht-Damm 8/36 Saatwinkler Damm 1 Hüttigpfad (Lage) | Strafgefängnis Plötzensee (ehem.) & Jugendstrafanstalt & Ehem. Strafgefängnis Plötzensee mit Gedenkstätte | Verwaltungsgebäude mit Kirche                                                                                                  |                                                |
| 09040486 | Friedrich-Olbricht-Damm 8/36 Saatwinkler Damm 1 Hüttigpfad (Lage) | Strafgefängnis Plötzensee (ehem.) & Jugendstrafanstalt & Ehem. Strafgefängnis Plötzensee mit Gedenkstätte | Torhaus |                                                |
| 09040486 | Friedrich-Olbricht-Damm 8/36 Saatwinkler Damm 1 Hüttigpfad (Lage) | Strafgefängnis Plötzensee (ehem.) & Jugendstrafanstalt & Ehem. Strafgefängnis Plötzensee mit Gedenkstätte | 2 Gefängnistrakte |                                                |
| 09040486 | Friedrich-Olbricht-Damm 8/36 Saatwinkler Damm 1 Hüttigpfad (Lage) | Strafgefängnis Plötzensee (ehem.) & Jugendstrafanstalt & Ehem. Strafgefängnis Plötzensee mit Gedenkstätte | Küchenbau |                                                |
| 09040486 | Friedrich-Olbricht-Damm 8/36 Saatwinkler Damm 1 Hüttigpfad (Lage) | Strafgefängnis Plötzensee (ehem.) & Jugendstrafanstalt & Ehem. Strafgefängnis Plötzensee mit Gedenkstätte | 2 Gefängnisbauten |                                                |
| 09040486 | Friedrich-Olbricht-Damm 8/36 Saatwinkler Damm 1 Hüttigpfad (Lage) | Strafgefängnis Plötzensee (ehem.) & Jugendstrafanstalt & Ehem. Strafgefängnis Plötzensee mit Gedenkstätte | westliches Gebäude |                                                |
| 09040486 | Friedrich-Olbricht-Damm 8/36 Saatwinkler Damm 1 Hüttigpfad (Lage) | Strafgefängnis Plötzensee (ehem.) & Jugendstrafanstalt & Ehem. Strafgefängnis Plötzensee mit Gedenkstätte | Krankenhaus |                                                |
| 09040486 | Friedrich-Olbricht-Damm 8/36 Saatwinkler Damm 1 Hüttigpfad (Lage) | Strafgefängnis Plötzensee (ehem.) & Jugendstrafanstalt & Ehem. Strafgefängnis Plötzensee mit Gedenkstätte | Werkstätten |                                                |
| 09040486 | Friedrich-Olbricht-Damm 8/36 Saatwinkler Damm 1 Hüttigpfad (Lage) | Strafgefängnis Plötzensee (ehem.) & Jugendstrafanstalt & Ehem. Strafgefängnis Plötzensee mit Gedenkstätte | Kessel- und Maschinenhaus |                                                |
| 09040487 | Friedrich-Olbricht-Damm 71 Adam-von-Trott-Straße 7 (Lage) | Gelände und Gebäude der NSKK-Transportstandarte Speer (sog. Speerplatte)                                  | Villa Carlshof, um 1870 |                                                |
| 09040487 | Friedrich-Olbricht-Damm 71 Adam-von-Trott-Straße 7 (Lage) | Gelände und Gebäude der NSKK-Transportstandarte Speer (sog. Speerplatte)                                  | Mannschaftsunterkunft, 1942 von Carl Christoph Lörcher                                                                         |                                                |
| 09040487 | Friedrich-Olbricht-Damm 71 Adam-von-Trott-Straße 7 (Lage) | Denkmalverlust: Kasernenkomplex                                                                           | Betonplatte 1993 abgetragen; 2 Mannschaftskasernen, 3 Verwaltungs- und Fahrleitungsbauten & Pförtnergebäude um 2000 abgerissen |                                                |
| 09040492 | Geißlerpfad 1, 3–11, 13–29 Heckerdamm 283/299 (Lage) | Großsiedlung Siemensstadt (Ringsiedlung) Teil des Welterbes Siedlungen der Berliner Moderne               | Zeilenbauten, 1929–1931 von Hugo Häring                                                                                        |                                                |
| 09040492 | Geißlerpfad 1, 3–11, 13–29 Heckerdamm 283/299 (Lage) | Großsiedlung Siemensstadt (Ringsiedlung) Teil des Welterbes Siedlungen der Berliner Moderne               | Zeilenbau, 1929–1931 von Walter Gropius                                                                                        |                                                |
| 09040492 | Geißlerpfad 1, 3–11, 13–29 Heckerdamm 283/299 (Lage) | Großsiedlung Siemensstadt (Ringsiedlung) Teil des Welterbes Siedlungen der Berliner Moderne               | „Langer Jammer“, 1929–1930 von Otto Bartning                                                                                   |                                                |
| 09040492 | Geißlerpfad 1, 3–11, 13–29 Heckerdamm 283/299 (Lage) | Großsiedlung Siemensstadt (Ringsiedlung) Teil des Welterbes Siedlungen der Berliner Moderne               | Zeilenbauten, 1930–1931 von Paul Rudolf Henning                                                                                |                                                |
| 09040492 | Geißlerpfad 1, 3–11, 13–29 Heckerdamm 283/299 (Lage) | Großsiedlung Siemensstadt (Ringsiedlung) Teil des Welterbes Siedlungen der Berliner Moderne               | Zeilenbauten, 1933–1934 von Paul Rudolf Henning                                                                                |                                                |
| 09040492 | Geißlerpfad 1, 3–11, 13–29 Heckerdamm 283/299 (Lage) | Großsiedlung Siemensstadt (Ringsiedlung) Teil des Welterbes Siedlungen der Berliner Moderne               | Zeilenbauten & Ladenbau, 1929–1930 von Fred Forbát                                                                             |                                                |
| 09040492 | Geißlerpfad 1, 3–11, 13–29 Heckerdamm 283/299 (Lage) | Großsiedlung Siemensstadt (Ringsiedlung) Teil des Welterbes Siedlungen der Berliner Moderne               | Zeilenbau, 1930–1931 von Fred Forbát                                                                                           |                                                |
| 09040492 | Geißlerpfad 1, 3–11, 13–29 Heckerdamm 283/299 (Lage) | Großsiedlung Siemensstadt (Ringsiedlung) Teil des Welterbes Siedlungen der Berliner Moderne               | ehem. Fernheizwerk und Wäscherei, 1929–1930 von Otto Bartning und M. Mengeringhausen                                           |                                                |
| 09040492 | Geißlerpfad 1, 3–11, 13–29 Heckerdamm 283/299 (Lage) | Großsiedlung Siemensstadt (Ringsiedlung) Teil des Welterbes Siedlungen der Berliner Moderne               | ehem. 13. Volksschule, 1931 von Walter Helmcke, 1933–1934 erweitert, 1951 Wiederaufbau                                         |                                                |
| 09040492 | Geißlerpfad 1, 3–11, 13–29 Heckerdamm 283/299 (Lage) | Großsiedlung Siemensstadt (Ringsiedlung) Teil des Welterbes Siedlungen der Berliner Moderne               | Turnhalle, 1936, 1963 Neubau                                                                                                   |                                                |
| 09040492 | Geißlerpfad 1, 3–11, 13–29 Heckerdamm 283/299 (Lage) | Großsiedlung Siemensstadt (Ringsiedlung) Teil des Welterbes Siedlungen der Berliner Moderne               | Garagenbauten |                                                |
| 09040492 | Geißlerpfad 1, 3–11, 13–29 Heckerdamm 283/299 (Lage) | Großsiedlung Siemensstadt (Ringsiedlung) Teil des Welterbes Siedlungen der Berliner Moderne               | Freiflächen, ab 1929 von Leberecht Migge                                                                                       |                                                |
| 09040492 | Geißlerpfad 1, 3–11, 13–29 Heckerdamm 283/299 (Lage) | Großsiedlung Siemensstadt (Ringsiedlung) Teil des Welterbes Siedlungen der Berliner Moderne               | Gasbeleuchtung |                                                |
| 09040492 | Geißlerpfad 1, 3–11, 13–29 Heckerdamm 283/299 (Lage) | Großsiedlung Siemensstadt (Ringsiedlung) Teil des Welterbes Siedlungen der Berliner Moderne               | Siehe auch: Berlin-Siemensstadt                                                                                                |                                                |
| 09020004 | Heckerdamm 226 (Lage) | Ev. Gemeindezentrum Plötzensee                                                                            | 1968–1970 von Gerd Neumann, Dietmar Grötzebach und Günter Plessow                                                              |                                                |
| 09020004 | Heckerdamm 226 (Lage) | Ev. Gemeindezentrum Plötzensee                                                                            | Flachbau |                                                |
| 09096195 | Heckerdamm 230 (Lage) | Kath. Maria-Regina-Martyrum-Kirche mit Glockenturm und Vorplatz                                           | 1960–1963 von Hans Schädel und Friedrich Ebert                                                                                 | 1960–1963 von Hans Schädel und Friedrich Ebert |
| 09096195 | Heckerdamm 230 (Lage) | Kath. Maria-Regina-Martyrum-Kirche mit Glockenturm und Vorplatz                                           | Kirche |                                                |
| 09096195 | Heckerdamm 230 (Lage) | Kath. Maria-Regina-Martyrum-Kirche mit Glockenturm und Vorplatz                                           | Glockenturm |                                                |
| 09096195 | Heckerdamm 230 (Lage) | Kath. Maria-Regina-Martyrum-Kirche mit Glockenturm und Vorplatz                                           | Kreuzgang |                                                |
| 09040502 | Heckerdamm 271/273 Geitelsteig 4–18, 20/24 Goebelplatz 3/15 Schweiggerweg 1/25 Toeplerstraße 20/22 (Lage) | Siedlung am Goebelplatz                                                                                   | 10 Wohnzeilen, 1936–1937 von Hans Hertlein und Walter Rahlfs                                                                   |                                                |
| 09040502 | Heckerdamm 271/273 Geitelsteig 4–18, 20/24 Goebelplatz 3/15 Schweiggerweg 1/25 Toeplerstraße 20/22 (Lage) | Siedlung am Goebelplatz                                                                                   | Freiflächen, 1937 |                                                |
| 09040505 | Heilmannring 55–55B, 57–62C, 64–69C, 71/73D, 74–79, 90/96 Geitelsteig 19/23 Goebelstraße 1/9 Haeftenzeile 1–19, 21/29 Halemweg 1/11, 17–23, 26–31, 33–35, 37/43 Heckerdamm 265/267C Heinickeweg 2/14 Letterhausweg 1 Popitzweg 1–4B, 6/12B Schneppenhorstweg 1–11, 13/21 Toeplerstraße 1–5, 7/21, 25/37 (Lage) | Wohnsiedlung Charlottenburg-Nord                                                                          | Laubenganghaus, 1956–1958 von Hans Scharoun                                                                                    |                                                |
| 09040505 | Heilmannring 55–55B, 57–62C, 64–69C, 71/73D, 74–79, 90/96 Geitelsteig 19/23 Goebelstraße 1/9 Haeftenzeile 1–19, 21/29 Halemweg 1/11, 17–23, 26–31, 33–35, 37/43 Heckerdamm 265/267C Heinickeweg 2/14 Letterhausweg 1 Popitzweg 1–4B, 6/12B Schneppenhorstweg 1–11, 13/21 Toeplerstraße 1–5, 7/21, 25/37 (Lage) | Wohnsiedlung Charlottenburg-Nord                                                                          | Wohnanlage Haeftenzeile, 1956–1958 von Walter Labes                                                                            |                                                |
| 09040505 | Heilmannring 55–55B, 57–62C, 64–69C, 71/73D, 74–79, 90/96 Geitelsteig 19/23 Goebelstraße 1/9 Haeftenzeile 1–19, 21/29 Halemweg 1/11, 17–23, 26–31, 33–35, 37/43 Heckerdamm 265/267C Heinickeweg 2/14 Letterhausweg 1 Popitzweg 1–4B, 6/12B Schneppenhorstweg 1–11, 13/21 Toeplerstraße 1–5, 7/21, 25/37 (Lage) | Wohnsiedlung Charlottenburg-Nord                                                                          | Wohnanlage Heilmannring, 1959–1960 von Hans Scharoun                                                                           |                                                |
| 09040505 | Heilmannring 55–55B, 57–62C, 64–69C, 71/73D, 74–79, 90/96 Geitelsteig 19/23 Goebelstraße 1/9 Haeftenzeile 1–19, 21/29 Halemweg 1/11, 17–23, 26–31, 33–35, 37/43 Heckerdamm 265/267C Heinickeweg 2/14 Letterhausweg 1 Popitzweg 1–4B, 6/12B Schneppenhorstweg 1–11, 13/21 Toeplerstraße 1–5, 7/21, 25/37 (Lage) | Wohnsiedlung Charlottenburg-Nord                                                                          | Einkaufszentrum, 1959–1960 von Hans Scharoun                                                                                   |                                                |
| 09040505 | Heilmannring 55–55B, 57–62C, 64–69C, 71/73D, 74–79, 90/96 Geitelsteig 19/23 Goebelstraße 1/9 Haeftenzeile 1–19, 21/29 Halemweg 1/11, 17–23, 26–31, 33–35, 37/43 Heckerdamm 265/267C Heinickeweg 2/14 Letterhausweg 1 Popitzweg 1–4B, 6/12B Schneppenhorstweg 1–11, 13/21 Toeplerstraße 1–5, 7/21, 25/37 (Lage) | Wohnsiedlung Charlottenburg-Nord                                                                          | Jugendheim, 1959 von Hochbauamt Charlottenburg                                                                                 |                                                |
| 09040505 | Heilmannring 55–55B, 57–62C, 64–69C, 71/73D, 74–79, 90/96 Geitelsteig 19/23 Goebelstraße 1/9 Haeftenzeile 1–19, 21/29 Halemweg 1/11, 17–23, 26–31, 33–35, 37/43 Heckerdamm 265/267C Heinickeweg 2/14 Letterhausweg 1 Popitzweg 1–4B, 6/12B Schneppenhorstweg 1–11, 13/21 Toeplerstraße 1–5, 7/21, 25/37 (Lage) | Wohnsiedlung Charlottenburg-Nord                                                                          | Kindertagesstätte, 1960–1961 von Hochbauamt Charlottenburg                                                                     |                                                |
| 09040505 | Heilmannring 55–55B, 57–62C, 64–69C, 71/73D, 74–79, 90/96 Geitelsteig 19/23 Goebelstraße 1/9 Haeftenzeile 1–19, 21/29 Halemweg 1/11, 17–23, 26–31, 33–35, 37/43 Heckerdamm 265/267C Heinickeweg 2/14 Letterhausweg 1 Popitzweg 1–4B, 6/12B Schneppenhorstweg 1–11, 13/21 Toeplerstraße 1–5, 7/21, 25/37 (Lage) | Wohnsiedlung Charlottenburg-Nord                                                                          | Grundschule, 1959–1961 von Hochbauamt Charlottenburg                                                                           |                                                |
| 09040505 | Heilmannring 55–55B, 57–62C, 64–69C, 71/73D, 74–79, 90/96 Geitelsteig 19/23 Goebelstraße 1/9 Haeftenzeile 1–19, 21/29 Halemweg 1/11, 17–23, 26–31, 33–35, 37/43 Heckerdamm 265/267C Heinickeweg 2/14 Letterhausweg 1 Popitzweg 1–4B, 6/12B Schneppenhorstweg 1–11, 13/21 Toeplerstraße 1–5, 7/21, 25/37 (Lage) | Wohnsiedlung Charlottenburg-Nord                                                                          | Wohnhaus & Laden, 1959–1960 von Werner Weber                                                                                   |                                                |
| 09040505 | Heilmannring 55–55B, 57–62C, 64–69C, 71/73D, 74–79, 90/96 Geitelsteig 19/23 Goebelstraße 1/9 Haeftenzeile 1–19, 21/29 Halemweg 1/11, 17–23, 26–31, 33–35, 37/43 Heckerdamm 265/267C Heinickeweg 2/14 Letterhausweg 1 Popitzweg 1–4B, 6/12B Schneppenhorstweg 1–11, 13/21 Toeplerstraße 1–5, 7/21, 25/37 (Lage) | Wohnsiedlung Charlottenburg-Nord                                                                          | Wohnanlage Heckerdamm, 1957–1958 von Hans Hoffmann                                                                             |                                                |
| 09040505 | Heilmannring 55–55B, 57–62C, 64–69C, 71/73D, 74–79, 90/96 Geitelsteig 19/23 Goebelstraße 1/9 Haeftenzeile 1–19, 21/29 Halemweg 1/11, 17–23, 26–31, 33–35, 37/43 Heckerdamm 265/267C Heinickeweg 2/14 Letterhausweg 1 Popitzweg 1–4B, 6/12B Schneppenhorstweg 1–11, 13/21 Toeplerstraße 1–5, 7/21, 25/37 (Lage) | Wohnsiedlung Charlottenburg-Nord                                                                          | Wohnanlage Heilmannring, 1958–1959 von Edmund Meurin                                                                           |                                                |
| 09040505 | Heilmannring 55–55B, 57–62C, 64–69C, 71/73D, 74–79, 90/96 Geitelsteig 19/23 Goebelstraße 1/9 Haeftenzeile 1–19, 21/29 Halemweg 1/11, 17–23, 26–31, 33–35, 37/43 Heckerdamm 265/267C Heinickeweg 2/14 Letterhausweg 1 Popitzweg 1–4B, 6/12B Schneppenhorstweg 1–11, 13/21 Toeplerstraße 1–5, 7/21, 25/37 (Lage) | Wohnsiedlung Charlottenburg-Nord                                                                          | Wohnanlage Toeplerstraße & Laden, 1957–1959 von Hans Scharoun                                                                  |                                                |
| 09040505 | Heilmannring 55–55B, 57–62C, 64–69C, 71/73D, 74–79, 90/96 Geitelsteig 19/23 Goebelstraße 1/9 Haeftenzeile 1–19, 21/29 Halemweg 1/11, 17–23, 26–31, 33–35, 37/43 Heckerdamm 265/267C Heinickeweg 2/14 Letterhausweg 1 Popitzweg 1–4B, 6/12B Schneppenhorstweg 1–11, 13/21 Toeplerstraße 1–5, 7/21, 25/37 (Lage) | Wohnsiedlung Charlottenburg-Nord                                                                          | Wohnanlage Schneppenhorstweg, 1956–1957 vom GSW                                                                                |                                                |
| 09040505 | Heilmannring 55–55B, 57–62C, 64–69C, 71/73D, 74–79, 90/96 Geitelsteig 19/23 Goebelstraße 1/9 Haeftenzeile 1–19, 21/29 Halemweg 1/11, 17–23, 26–31, 33–35, 37/43 Heckerdamm 265/267C Heinickeweg 2/14 Letterhausweg 1 Popitzweg 1–4B, 6/12B Schneppenhorstweg 1–11, 13/21 Toeplerstraße 1–5, 7/21, 25/37 (Lage) | Wohnsiedlung Charlottenburg-Nord                                                                          | Wohnanlage Popitzweg, 1957–1958 vom GSW                                                                                        |                                                |
| 09040505 | Heilmannring 55–55B, 57–62C, 64–69C, 71/73D, 74–79, 90/96 Geitelsteig 19/23 Goebelstraße 1/9 Haeftenzeile 1–19, 21/29 Halemweg 1/11, 17–23, 26–31, 33–35, 37/43 Heckerdamm 265/267C Heinickeweg 2/14 Letterhausweg 1 Popitzweg 1–4B, 6/12B Schneppenhorstweg 1–11, 13/21 Toeplerstraße 1–5, 7/21, 25/37 (Lage) | Wohnsiedlung Charlottenburg-Nord                                                                          | Vermittlungsstelle 38, 1958 von Alois Maier                                                                                    |                                                |
| 09040505 | Heilmannring 55–55B, 57–62C, 64–69C, 71/73D, 74–79, 90/96 Geitelsteig 19/23 Goebelstraße 1/9 Haeftenzeile 1–19, 21/29 Halemweg 1/11, 17–23, 26–31, 33–35, 37/43 Heckerdamm 265/267C Heinickeweg 2/14 Letterhausweg 1 Popitzweg 1–4B, 6/12B Schneppenhorstweg 1–11, 13/21 Toeplerstraße 1–5, 7/21, 25/37 (Lage) | Wohnsiedlung Charlottenburg-Nord                                                                          | Ambulatorium, 1959–1960 von Walter Semmer                                                                                      |                                                |
| 09040505 | Heilmannring 55–55B, 57–62C, 64–69C, 71/73D, 74–79, 90/96 Geitelsteig 19/23 Goebelstraße 1/9 Haeftenzeile 1–19, 21/29 Halemweg 1/11, 17–23, 26–31, 33–35, 37/43 Heckerdamm 265/267C Heinickeweg 2/14 Letterhausweg 1 Popitzweg 1–4B, 6/12B Schneppenhorstweg 1–11, 13/21 Toeplerstraße 1–5, 7/21, 25/37 (Lage) | Wohnsiedlung Charlottenburg-Nord                                                                          | Sühne-Christi-Kirche und Nebenbauten, 1962–1964 von Hans-Rudolf Plarre                                                         |                                                |
| 09040505 | Heilmannring 55–55B, 57–62C, 64–69C, 71/73D, 74–79, 90/96 Geitelsteig 19/23 Goebelstraße 1/9 Haeftenzeile 1–19, 21/29 Halemweg 1/11, 17–23, 26–31, 33–35, 37/43 Heckerdamm 265/267C Heinickeweg 2/14 Letterhausweg 1 Popitzweg 1–4B, 6/12B Schneppenhorstweg 1–11, 13/21 Toeplerstraße 1–5, 7/21, 25/37 (Lage) | Wohnsiedlung Charlottenburg-Nord                                                                          | Gemeindehaus, 1956 von Werner Harting                                                                                          |                                                |
| 09040505 | Heilmannring 55–55B, 57–62C, 64–69C, 71/73D, 74–79, 90/96 Geitelsteig 19/23 Goebelstraße 1/9 Haeftenzeile 1–19, 21/29 Halemweg 1/11, 17–23, 26–31, 33–35, 37/43 Heckerdamm 265/267C Heinickeweg 2/14 Letterhausweg 1 Popitzweg 1–4B, 6/12B Schneppenhorstweg 1–11, 13/21 Toeplerstraße 1–5, 7/21, 25/37 (Lage) | Wohnsiedlung Charlottenburg-Nord                                                                          | Wohnanlage Heinickeweg, Erich Böckler                                                                                          |                                                |
| 09040505 | Heilmannring 55–55B, 57–62C, 64–69C, 71/73D, 74–79, 90/96 Geitelsteig 19/23 Goebelstraße 1/9 Haeftenzeile 1–19, 21/29 Halemweg 1/11, 17–23, 26–31, 33–35, 37/43 Heckerdamm 265/267C Heinickeweg 2/14 Letterhausweg 1 Popitzweg 1–4B, 6/12B Schneppenhorstweg 1–11, 13/21 Toeplerstraße 1–5, 7/21, 25/37 (Lage) | Denkmalverlust: Abriss für Wohnu- und Schulneubau 2024                                                    | Schwesternheim, 1960–1961 von Hochbauamt Charlottenburg                                                                        |                                                |
| 09040525 | Max-Dohrn-Straße 8 (Lage) | Schering AG, Fabrikations- und Laborbauten                                                                | Labor- und Fabrikgebäude I, 1957–1958 von Gerhard Fritsche Bestandteil des Ensembles: Fabrikgelände Schering AG                |                                                |
| 09040525 | Max-Dohrn-Straße 8 (Lage) | Schering AG, Fabrikations- und Laborbauten                                                                | Labor- und Fabrikgebäude II, 1957–1958 von Gerhard Fritsche                                                                    |                                                |

## Baudenkmale
| Nr.      | Lage                                                                     | Offizielle Bezeichnung                                      | Beschreibung                                                             | Bild |
| -------- | ------------------------------------------------------------------------ | ----------------------------------------------------------- | ------------------------------------------------------------------------ | ---- |
| 09096203 | Heinickeweg 1, 15 Schweiggerweg 2, 8, 12, 16, 18 Toeplerstraße 12 (Lage) | Städtisches Bürgerhaus-Hospital, Altenwohnheim              | 1939–1942 von Wolfgang Binder, Fertigstellung 1951–1952                  |      |
| 09097857 | Lambertstraße Max-Dorn-Straße (Lage)                                     | U-Bahnhof Jungfernheide                                     | Unterer Bahnsteig, 1974–1977, Eröffnung 1980, von Rainer Gerhard Rümmler |      |
| 09097857 | Lambertstraße Max-Dorn-Straße (Lage)                                     | U-Bahnhof Jungfernheide                                     | Oberer Bahnsteig, 1974–1977, Eröffnung 1980, von Rainer Gerhard Rümmler  |      |
| 09020772 | Tegeler Weg 33 Max-Dohrn-Straße 10 (Lage)                                | Schering AG, ehem. Photographische Abteilung, Fabrikgebäude | 1895 von Otto March Bestandteil des Ensembles: Fabrikgelände Schering AG |      |

## Gartendenkmale
| Nr.      | Lage                                                | Offizielle Bezeichnung  | Beschreibung                                                                              | Bild |
| -------- | --------------------------------------------------- | ----------------------- | ----------------------------------------------------------------------------------------- | ---- |
| 09046610 | Goebelplatz (Lage)                                  | Stadtplatz              | 1952 von Joachim Kaiser                                                                   |      |
| 09046337 | Jungfernheideweg Heckerdamm Saatwinkler Damm (Lage) | Volkspark Jungfernheide | 1920–1923 von Erwin Barth, Umgestaltungen 1932 von Felix Buch und 1954 von Joachim Kaiser |      |
| 09046337 | Jungfernheideweg Heckerdamm Saatwinkler Damm (Lage) | Volkspark Jungfernheide | Wasserturm                                                                                |      |

## Ehemalige Denkmale
| Nr.      | Lage                          | Offizielle Bezeichnung                                     | Beschreibung | Bild            |
| -------- | ----------------------------- | ---------------------------------------------------------- | --- | --------------- |
| 09096326 | Lise-Meitner-Straße 33 (Lage) | Kleingleichrichterwerk                                     | 1927–1928 von Richard Brademann. Der Abriss erfolgte irgendwann zwischen 2004 und 2006. | Bild gesucht BW |
| 09065349 | Max-Dohrn-Straße 10 (Lage)    | Schering AG, Kesselhaus mit Turbinenhaus und Wasserstation | 1958–1959 von der Bauabteilung der Schering AG, 1972 von Meyer und Mebes – In der Woche vor dem 20. Dezember 2019 von Arbeitstrupps des Betreibers des Berlinbiotechparks offenbar widerrechtlich abgerissen. Ehemaliger Bestandteil des Ensembles: Fabrikgelände Schering AG |                 |